# Macsuzy Mondon
Macsuzy Mondon, née en 1950, est une personnalité politique des Seychelles. Elle a occupé divers ministères dont ceux de la santé et de l'éducation.

## Formation
Elle détient une maitrise en éducation de l'université du Québec à Trois-Rivières.

## Carrière
D'abord enseignante, elle devient ministre de la santé en 2006. De 2010 à 2016, elle est ministre de l'éducation.
En octobre 2016, elle devient ministre de l'intérieur et de la gouvernance local. Elle est également nommée designated minister ; ce qui est une première pour une femme aux Seychelles.
En 2018, lors du remaniement ministériel, elle obtient les portefeuilles de la Jeunesse, de la Culture, des Sports, et de la gestion des Catastrophes naturelles 